# Poecilus kugelanni
Poecilus kugelanni är en skalbaggsart som först beskrevs av Georg Wolfgang Franz Panzer 1797.  Poecilus kugelanni ingår i släktet Poecilus, och familjen jordlöpare. Arten har ej påträffats i Sverige.

## Bildgalleri

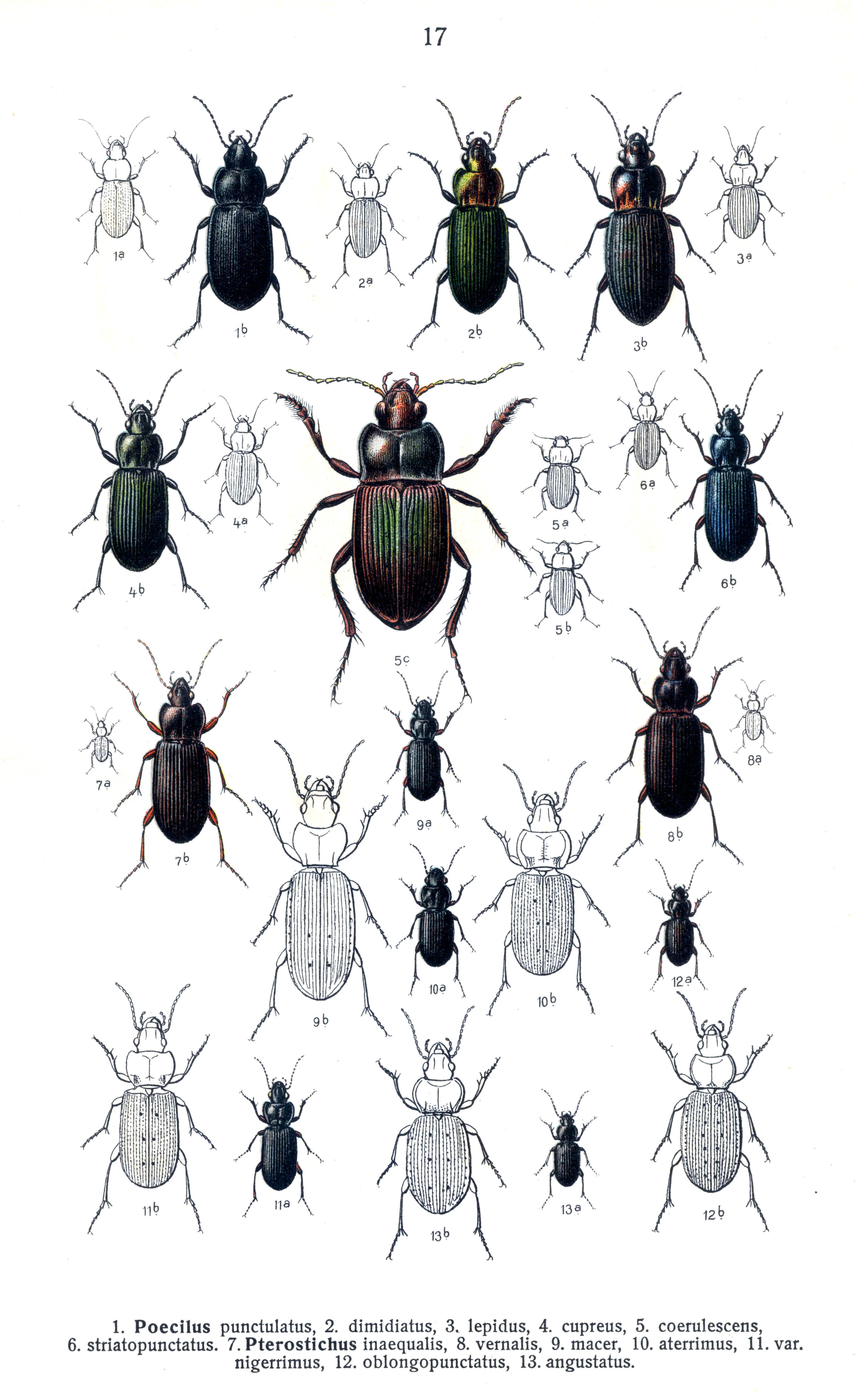
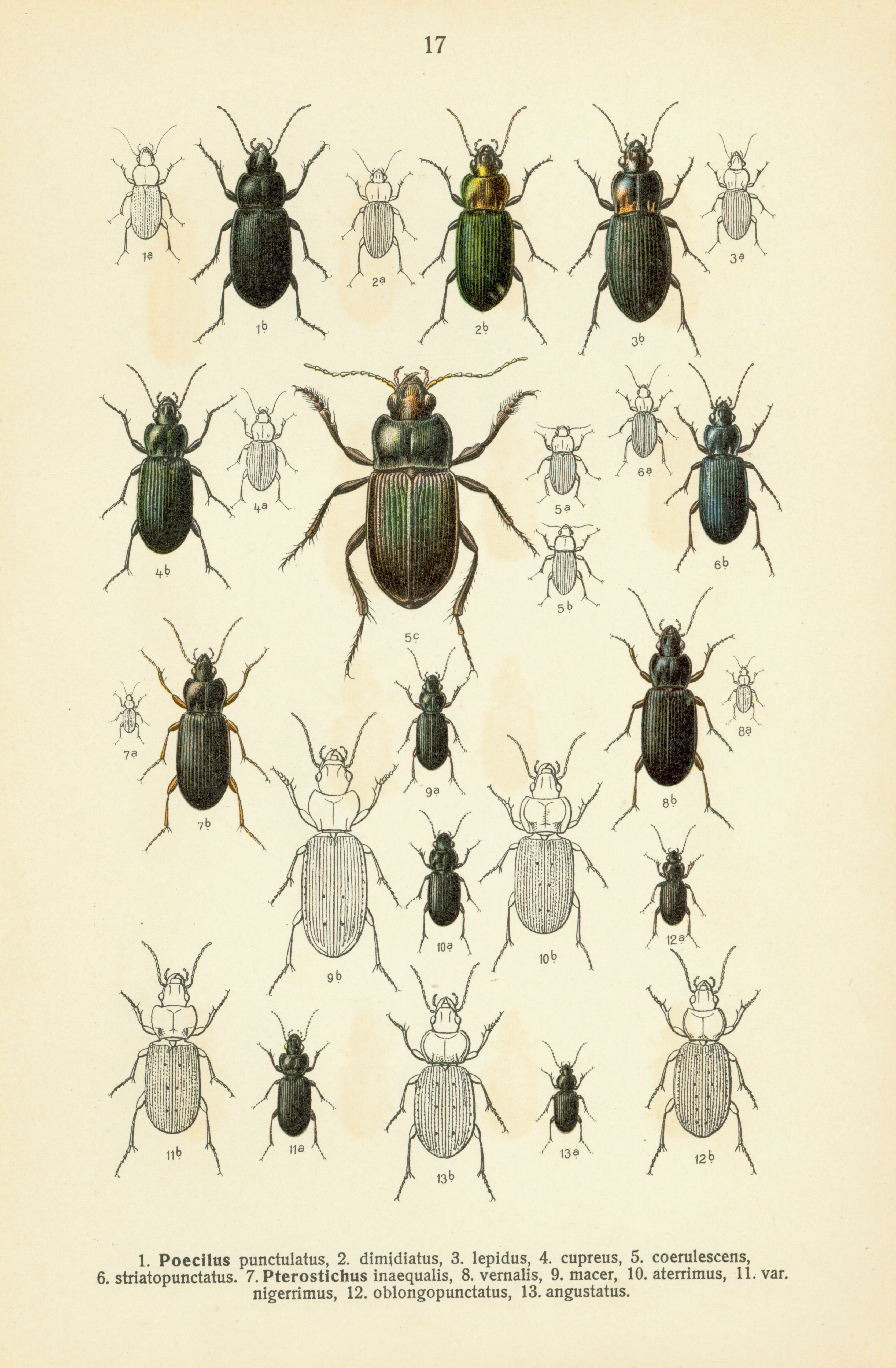